# 아리스토캣
《아리스토캣》(영어: The Aristocats)은 월트 디즈니 프로덕션이 1970년 제작하고 개봉한 미국의 애니메이션 영화로, 디즈니의 20번째 클래식 애니메이션 장편 영화이다. 톰 맥고완과 톰 로우의 줄거리를 바탕으로 제작한 영화로, 귀족 집안의 고양이 가족이 여주인에게 유산을 물려받게 되자 이를 시기한 집사가 그들을 유괴하지만, 길고양이들의 도움으로 집으로 돌아오게 되는 이야기를 다루고 있다. 부에나 비스타 배급사가 1970년 12월 11일 극장에서 처음 개봉하였다. 제목은 귀족을 뜻하는 아리스토크랫 (aristocrats)의 말장난이다.
영화의 기본적인 설정 (프랑스의 말하는 고양이에 대해서 다룬 낭만적인 뮤지컬 코메디 애니메이션)은 UPA의 애니메이션 장편 영화 《나의 사랑 뮤제트》에서도 앞서 사용된 적이 있다.
후속편인 《아리스토캣 2》는 2007년 출시를 목표로 2005년 12월 비디오 영화로 제작을 시작하였으나 2006년 초에 취소되었다.

## 줄거리
1910년의 프랑스 파리를 배경으로, 더치스라는 이름의 엄마 고양이와 세 마리 아기 고양이 마리, 베를리오즈, 툴루즈를 중심으로 이야기가 진행된다. 고양이들은 은퇴한 오페라 가수 마담 아들래드 봉파미유의 주택에서 살고 있으며, 영국인 집사 에드가 또한 그들을 보살펴주고 있다.
마담 아들래드는 자신의 절친한 친구인 괴짜 변호사 조르주 오트쿠르를 통해서 유언장을 작성한다. 부인은 에드가가 자신의 사랑스러운 고양이들이 죽을 때까지 보살펴주면 그 이후에 그에게 재산을 상속하기로 결정한다. 에드가는 자신의 방에서 이 말을 몰래 듣자 (고양이 목숨이 아홉 개라는 미신을 믿고) 자신이 죽기 전에는 마담 아들레드의 재산을 상속받을 수 없을 것이라고 여긴다. 그는 이것을 막기 위해 유산을 우선적으로 상속받는 고양이들을 없앨 계획을 세운다. 에드가는 고양이들의 음식에 수면제를 집어넣어 잠재운 후 파리에서 떨어진 근교 시골에 고양이들을 버리러 간다. 그러나 나폴레옹과 라파예트라는 이름의 사냥개가 숨어 있다가 에드가를 기습하고, 에드가는 우산과 중산모자, 고양이들의 침대 바구니, 오토바이의 사이드카를 둔 채로 탈출하게 된다. 고양이들은 시골에 버려지게 되고, 마담 아들래드와 생쥐 로크포르와 에드가의 말 프루프루는 고양이들이 사라졌다는 것을 알게 된다.
아침이 되자 더치스는 토마스 오말리라는 이름의 떠돌이 고양이와 만나게 되고, 오말리는 더치스와 아기 고양이들이 파리로 갈 수 있도록 도와준다. 더치스와 오말리는 서로에게 끌리게 되고, 아기 고양이들도 오말리의 행동을 보고 좋아하게 된다.
고양이들은 도시로 돌아가기 위해서 우유 배달 차량을 히치하이킹하다가 운전자에게 쫓겨난다. 대신 기찻길이 있는 다리를 건너던 고양이들은 기차를 피해 다리 밑으로 들어가나, 마리가 강에 빠지게 되고 오말리가 구해주게 된다. 오말리 자신은 파리를 여행하기 위해 강 근처를 지나던 영국의 거위 쌍둥이 아멜리아와 애비게일 개블에게 구조가 된다. 오말리가 수영을 배우고 있다고 착각한 거위들은 그를 도와주려다가 오히려 물에 더 빠지게 만든다. 강변에 올라온 후 아멜리아와 애비게일은 고양이들의 무리에 끼어서 파리로 가는 길에 앞장 서고, 모두가 거위처럼 걸으면서 목적지를 향한다.
도시의 지붕을 통해 계속 여행을 하던 고양이들은 지치게 되고, 오말리는 고양이들에게 밤을 보낼 수 있는 "별장"을 제공한다. 그곳에서 고양이들은 오말리의 절친한 친구인 스캣 고양이와 그의 밴드를 만나게 되고, 밴드는 "모두가 고양이가 되길 바라"를 연주한다. 밴드가 떠나고 아기 고양이들을 침대에 재운 후, 오말리와 더치스는 지붕에 앉아 대화를 하며 밤을 보낸다. 아기 고양이들은 창턱에 머물며 몰래 그들의 이야기를 듣는다. 서로에게 좋은 감정을 느끼고 있지만, 더치스는 마담 아들레이드를 위해서 그를 떠나 집으로 돌아가고자 하고, 오말리는 그녀를 단념하게 된다. 에드가는 한바탕 소통 끝에 나폴레옹과 라파예트가 침대로 쓰던 그의 사이드카와 우산, 바구니, 중산모자를 되찾는다.
아침이 되자 고양이들은 저택으로 돌아오게 되고, 오말리는 이별을 아쉬워하며 떠난다. 에드가는 그들을 다시 자루에 담아 오븐에 숨긴다. 로크포르는 오말리에게 도움을 청하기 위해 그를 쫓아간다. 오말리는 저택으로 질주하면서 로크포르에게 스캣 고양이와 일당들을 찾아 도움을 요청할 것을 부탁한다. 이탈리아 고양이 페포는 로크포르를 잡아먹으려고 위협하고, 로크포르는 도망치려다가 스캣 고양이에게 잡힌다. 먹히기 전에 가까스로 오말리가 보내서 왔다는 말을 하게 된 로크포르는 더치스와 마리, 베를리오즈, 툴루즈가 위험한 것을 알리고 도움을 청한다.
에드가는 고양이들을 트렁크에 담아 아프리카의 팀벅투로 보낼 계획을 꾸민다. 오말리와 스캣 고양이 일당, 로크포르, 프루프루는 모두 에드가에 대항하여 싸우고, 로크포르는 더치스와 아기 고양이들을 트렁크에서 꺼내는 데 성공한다. 마지막에는 대신에 에드가가 트렁크에 들어가 갇히게 되고, 이 트렁크가 팀벅투로 보내지게 된다. 에드가가 단순히 사라진 것으로만 아는 마담 아들래드는 자신의 유언장에 에드가의 내용을 빼고, 상속 대상에 오말리를 포함시키게 된다. 동시에, 파리의 길고양이들을 위해 자선 재단을 만들어 자신의 저택을 기증하기로 한다. 마지막에는 대부분의 주요 등장 동물들이 나와서 스캣 고양이 밴드를 따라서 "모두가 고양이가 되길 바라"를 부르며 영화를 끝낸다.

## 출연

### 주연
- 필 해리스

### 조연
- 스테링 할러웨이
- 스캣맨 크로더스
- 폴 윈첼
- 리즈 잉글리쉬
- 썰 라벤스크로프트
- 게리 더빈
- 비토 스코티
- 로드 팀 허드슨
- 낸시 컬프
- 팻 버트램
- 조지 린지
- 모니카 에반스
- 캐롤 쉘리
- 로디 모드-록스비
- 헤르미온 배들리
- 찰스 레인
- 빌 톰슨
- 루스 버지
- 피터 리너데이

## 기타
- 미술: 켄 앤더슨

## 음악
- "The Aristocats" - Maurice Chevalier
- "Scales and Arpeggios" - Liz English, Gary Dubin, Dean Clark, Robie Lester
- "Thomas O'Malley Cat" - Phil Harris
- "Ev'rybody Wants to Be A Cat" - Scatman Crothers, Phil Harris, Thurl Ravenscroft, Vito Scotti, Paul Winchell

## 같이 보기
- 월트 디즈니 픽처스의 영화 목록